# Copestylum alchimista
Copestylum alchimista är en tvåvingeart som först beskrevs av Camillo Rondani 1848.  Copestylum alchimista ingår i släktet Copestylum och familjen blomflugor. Inga underarter finns listade i Catalogue of Life.